# Thinopteryx lorquini
Thinopteryx lorquini là một loài bướm đêm trong họ Geometridae.